# Törökország budapesti nagykövetsége
Törökország budapesti nagykövetsége (törökül: Türkiye cumhuriyeti Budapeşte büyükelçiliği) a két ország kapcsolatainak kiemelt intézménye. A követség 2019-ben az Andrássy út 123. szám alatt volt.
Törökország mindkét világháború után igyekezett a leghamarabb felvenni a diplomáciai kapcsolatokat Magyarországgal, ezért a budapesti követség a többi államhoz képest mindkét alkalommal az elsők között nyílt meg (1924, 1947). Ugyanakkor ez a képviselet igen gyakran költözött a fővároson belül, emiatt nem eresztett gyökeret a budapestiek körében olyan intézményesített, szimbolikus hely a török nagykövetség vonatkozásában, mint amilyen például az amerikai követség Szabadság téri épülete.

## Előzmények
Magyarország az első világháborút követően az Osztrák–Magyar Monarchiától való különválással küszködött, valamint a Versailles-i békeszerződés következményeit próbálta elkerülni. Törökországot az Oszmán Birodalomból köztársasággá való átalakulás, és az 1923-ig tartó török függetlenségi háború kötötte le. A monarchia idején török (oszmán) követség csak Bécsben volt, Budapesten főkonzulátus működött. 1920-ra egy bonyolult szituáció alakult ki diplomáciai téren: Ahmed Hikmet Müftüoğlu volt a kinevezett főkonzul, aki azonban Isztambulban rekedt, a polgárháború miatt nem tudott Budapestre utazni. Egy bizonyos Dzselal bég (feltehetően: Celal bég), aki New York-i főkonzul volt, Európából nem tudott Amerikába utazni a világháború miatt, így ő reprezentált, mivel Budapesten várta, hogy továbbutazhasson. Ugyanakkor a vezető nélkül maradt konzulátus rangidős diplomatája Enis Behiç Koryürek volt. Követség megnyitása már ekkor szóba került, ezt azonban a békeszerződések megkötése utánra tervezték.

## Története
1923-ban az akkori konzult visszarendelték Törökországba, és ekkor született döntés arról is, hogy Bécs, Prága és Budapest közül az utóbbiban nyitnak először követséget. Az első török követ Hüsrev Gerede - a korszak magyar sajtójában: Hüszrev bég - volt, aki 1924. május 9-én adta át megbízólevelét Horthy Miklós kormányzónak, maga a követség pedig a mai Dunakorzón álló egykori Hungária Szállóban nyílt meg. 1929-ben a követséget a Vérmező út 6. szám alatt találjuk, 1930-ban pedig átköltöztek az Andrássy út 101. szám alatti villába. 1941-ben azonban az Országos Magyar Sajtókamara megvásárolta a Bajza utca sarkán álló villaépületet (ami később a Magyar Újságírók Országos Szövetsége székházaként lett ismert), ezért a követség 1941-ben az Andrássy út 101. szám alól a II. kerületi Zivatar utca 1-3. szám alá költözött. Itt talált menedéket nyolc hónapra Kállay Miklós Magyarország miniszterelnöke 1944-ben, és itt hunyt el a felesége 1945-ben (lásd a Kállay Miklós a török követségen című szakaszt). A korábbi követségi épület Zivatar utcai telkén ma az Európai Ifjúsági Központ található, melynek aulájában 2002 óta emléktábla jelzi, hogy itt talált menedéket 1944-ben Kállay Miklós.

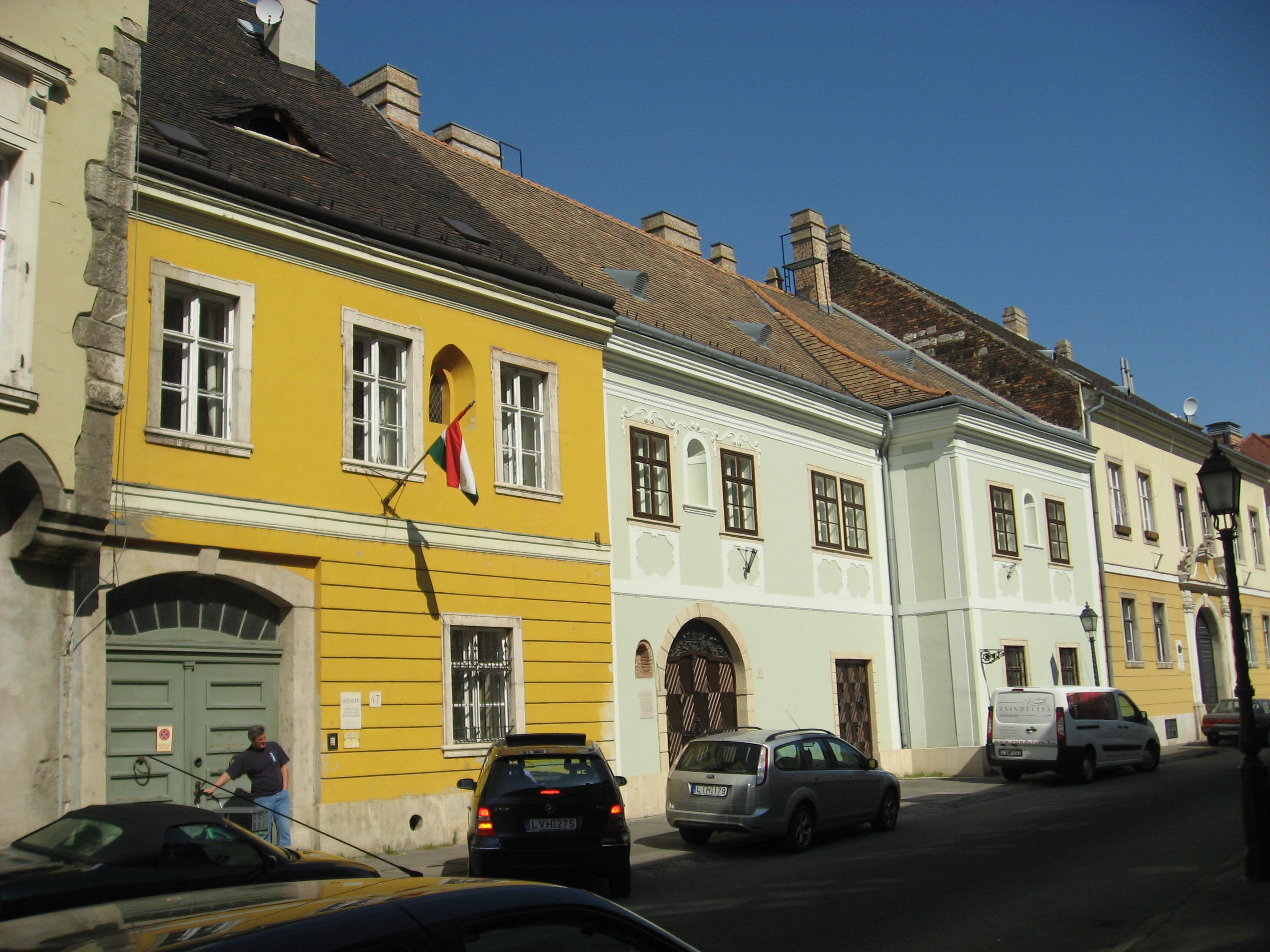
Az Úri utca 45 (jobbra, a zászló nélküli zöld épület) a követség épülete volt több mint harminc évig

A világháborúban lakhatatlanná vált épületből 1945-ben a belvárosi Fejér György utca 10 szám alá költözött a hivatal. Sürgető volt a diplomáciai kapcsolatok rendezésének a kérdése is: erről 1946. június 19-én döntött a Nagy Ferenc-kormány. 1946. november 20-án adta át megbízólevelét Karabuda török ügyvivő Tildy Zoltánnak, aki a követ 1947-es megérkezéséig ellátta a képviselet vezetését. Az első követ, Agah Akcel 1947. január 23-án adta át megbízólevelét. Ezzel Törökország az elsők között volt, amely diplomáciai képviseletet nyitott a második világháború utáni Magyarországon. 1950 előtt egy időben a követ Budakeszi úti lakásának címe volt megadva, mint a követség elérhetősége, 1950-ben pedig a Benczúr utca 15. alatt volt az intézmény. 1964-ben a Mártírok útja 43-45 a külképviselet címe. 1967. augusztus 8-án a két ország kölcsönösen nagykövetségi rangra emelte képviseleteit. 1974-ben már az I. Úri utca 45-ben, az úgynevezett Zwack-villában található a nagykövetség - különös fintora a történelemnek, hogy a török hódoltság után ismét lett egy teleknyi török föld a Budai Várnegyedben. 1976-ban kereskedelmi kirendeltség létesült a követség mellett, melynek első vezetője Dinger Saracel volt.
1991-ben merényletet kíséreltek meg a török nagykövet ellen: a mindmáig felderítetlen hátterű támadást sértetlenül átvészelte a diplomata, és kísérete (lásd a Merénylet a török nagykövet ellen című szakaszt). A nagykövetség már az 1990-es években működtetett irodákat az Andrássy út 123. szám alatt, de ez első ízben 2008-ban bukkan fel, mint az intézmény címe.
2013-ban nyílt a török kulturális központ, a Yunus Emre Intézet szintén az Andrássy úton, de a 62. szám alatt. Ez az intézmény azonban a nagykövetségtől függetlenül végzi munkáját.

### Kállay Miklós a török követségen
Kállay Miklós miniszterelnök Magyarország megszállása után egy nappal, 1944. március 20-án a török követség II. Zivatar utcai épületébe menekült. Az akkori török nagykövet Şevket Fuat Keçeci befogadta a magyar politikust és feleségét, a Török Köztársaság menedékjogot adott nekik. Kállay visszaemlékezése szerint többször próbálták kicsalni az épület elé, ahol azonnal letartóztatták volna az éjjel-nappal ott tartózkodó németek. A Gestapo végül már egy kommandót is felállított, arra készülve, hogy egy légiriadó, vagy fiktív légiriadó - esetén behatoljanak az épületbe, és elrabolják a volt miniszterelnököt. Az októberi nyilas hatalomátvételt követően, 1944. november 15-én Kállay feladta magát a nyilasoknak, akik őrizetbe vették, majd a mauthauseni és dachaui koncentrációs táborba szállították (emigrációban hunyt el 1967-ben). Kállay saját bevallása szerint nem kívánt visszaélni a törökök vendégszeretetével, ezért döntött úgy, hogy kilép a követség épületéből és feladja magát. Kállay Helén - a miniszterelnök felesége - azonban a követségen maradt. 1945 januárjában egy szovjet repülőgép zuhant az épületre, ekkor semmisült meg a Kállay család ládákban és bőröndökben ott őrzött vagyona. Kállay Helén 1945. február 2-án hunyt el, amikor repesztalálat érte a követséget, holttestét ideiglenesen a Zivatar utcai épület udvarán temették el az ott dolgozók. A második világháború után, de még a kommunista hatalomátvétel előtt sokat cikkeztek az újságok Kállay ügyéről, elsősorban azért, mert azokat  a magyarokat, akik rendőrként vagy a követség alkalmazottjaként segítséget nyújtottak a követség, illetve Kállay levelezésének megfigyeléséhez - felelősségre vonták.

### Merénylet a török nagykövet ellen
Bedrettin Tunabaş nagykövet (1990–1995) ellen 1991. december 19-én merényletet kíséreltek meg. Az I. kerületi Lisznyai és Czakó utca kereszteződésében egy férfi lépett a nagykövet páncélozott Buick gépkocsija elé, majd öt lövést adott le a gépkocsira, amiben a nagyköveten kívül a követ biztonságáért is felelős katonai attasé és a gépkocsivezető ült. A gépkocsivezető azonnal gyorsított, így a hatodik lövés a már távolodó autó hátulját érte. A nagykövet a rezidenciára hajtatott, ahonnan értesítette a rendőrséget. Az autó utasai sértetlenül átvészelték a támadást, a kocsin kisebb sérülések keletkeztek. A merényletért először az ASALA nevű örmény terrorszervezet vállalta a felelősséget; a támadás másnapján az AFP francia hírügynökséghez érkezett bejelentés, hogy ők állnak a háttérben. A támadás okaként azt jelölték meg, hogy a nagykövet fontos személyiség a török felderítés szervezetében. Januárban azonban egyre több kétely merült fel az ASALA érintettségét illetően. Az 1975-ben létrejött szervezet 1984 óta inaktív volt, ráadásul aktív korszakukban igen professzionálisnak bizonyultak: mindegyik merényletük jól megtervezett, sikeres akció volt, nem valószínű, hogy egy páncélozott autóra pisztollyal támadtak volna. Az eset után néhány nappal, december 23-án történt a Ferihegyi gyorsforgalmi úti merénylet, ami a elhomályosította a nagykövet elleni merénylet ügyét. Az elkövetőt soha nem sikerült elfogni, ahogy az sem derült ki bizonyosan, hogy végül melyik terrorszervezet állt a támadás hátterében. Bedrettin Tunabaş nagykövet a történtek ellenére sem távozott posztjáról, kitöltötte idejét és csak 1995-ben utazott haza végleg.

## Követek és nagykövetek
- 1924–1926 Hüsrev Gerede (követ)

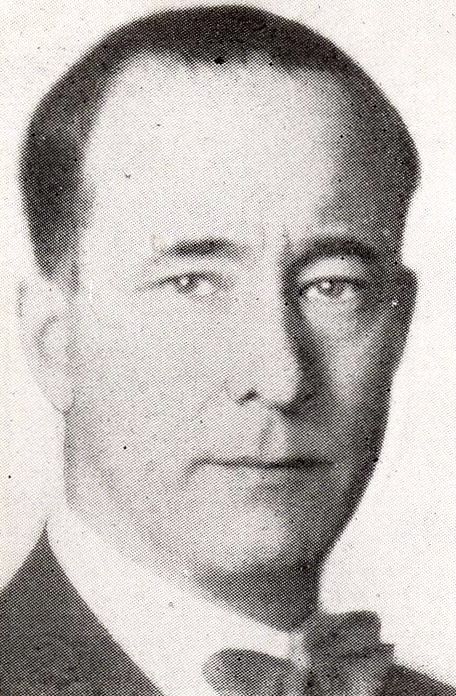
Hüsrev Gerede az első török követ (1924-1926)

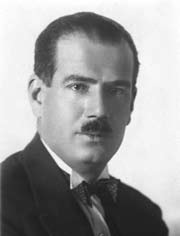
Ruşen Eşref Ünaydın író, 1939–43 között volt követ

- 1926–1927 Numan Menemencioğlu (ügyvivő)
- 1927–1928 Hüseyin Vasıf Çınar (ügyvivő)
- 1928–1939 Behiç Erkin (ügyvivő)
- 1939–1943 Ruşen Eşref Ünaydın (követ)
- 1943–1945 Şevket Fuat Keçeci (követ)
- 1947–1950 Agah Akcel (követ)
- 1950–1954 Celal Hazım Tepeyran (követ)
- 1956–1960 Cemal Yeşil (követ)
- 1960 Mehmet İrfan Karasar (követ)
- 1960–1963 Burhan Işın (követ)
- 1963–1967 Nedim Erinç (követ)
- 1967–1969 Veysel Versan (követ majd nagykövet)
- 1969–1972 İsmail Soysal (nagykövet)
- 1972–1975 Mehmet Fuat Kepenek (nagykövet)
- 1976–1980? Talât Benler (nagykövet)
- 1980–1981 Oğuz Gökmen (nagykövet)
- 1981–1986 Osman Başman (nagykövet)
- 1986–1988 Asaf İnhan (nagykövet)
- 1988–1990? Halit Güvener (nagykövet)
- 1990–1995? Bedrettin Tunabaş (nagykövet)
- 1990–1996? Süha Noyan (nagykövet)
- 1996–1998 İsmet Birsel (nagykövet)
- 1998–2002 Ender Arat (nagykövet)
- 2003–2004 Aydan Karahan (nagykövet)
- 2005–2008 Umur Apaydın (nagykövet)
- 2008-2010 Oya Tuzcuoğlu (nagykövet)
- 2010-2013 Hasan Kemal Gür (nagykövet)
- 2013-2018 Şakir Fakılı (nagykövet)
- 2018– Ahmet Akif Oktay (nagykövet)